# 出雲ドリーム博多号

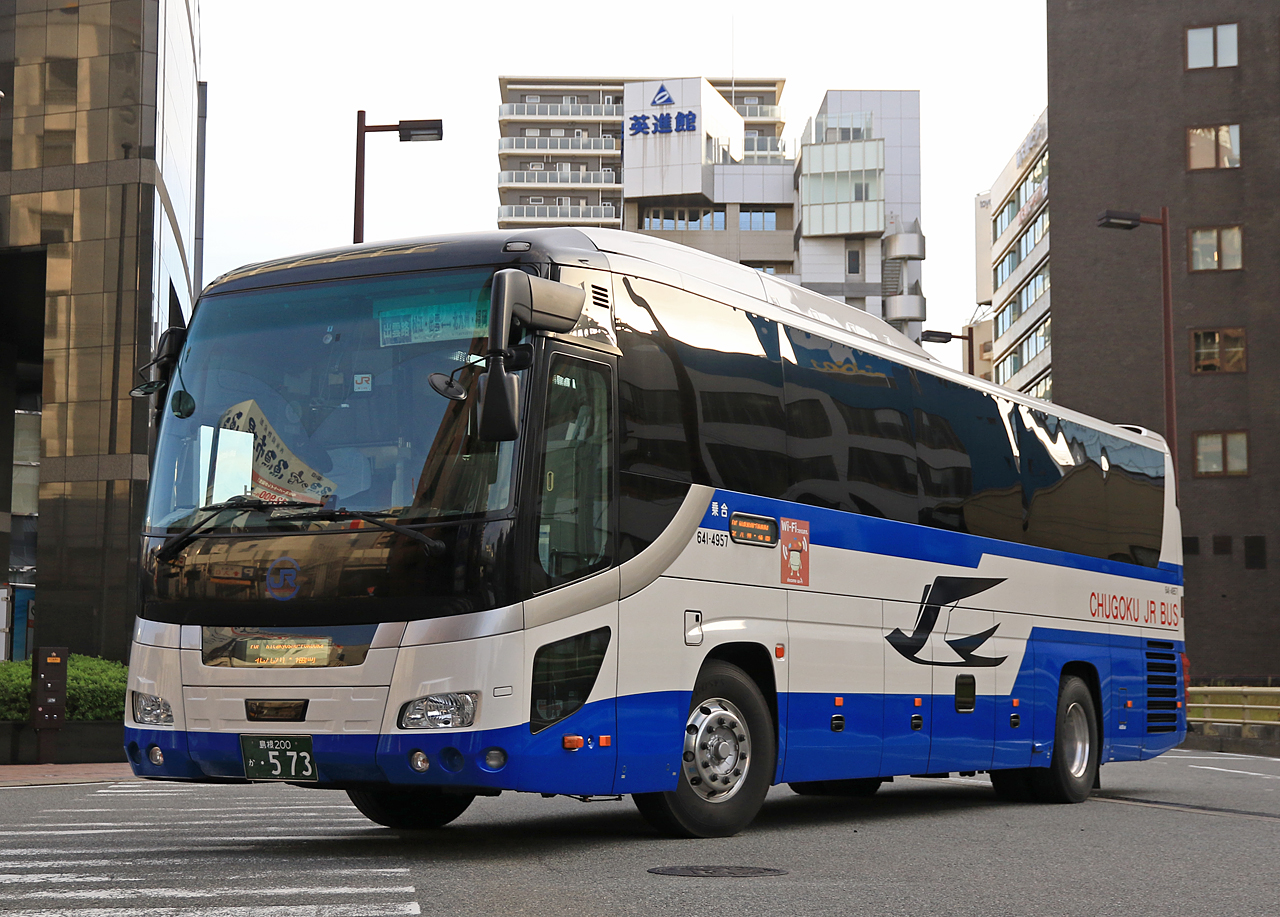
西鉄天神高速バスターミナルに進入するJRバス中国運行の「出雲路号」
JRバス中国は現在も「出雲ドリーム博多号」を運行しており車両も当時と同一デザインである

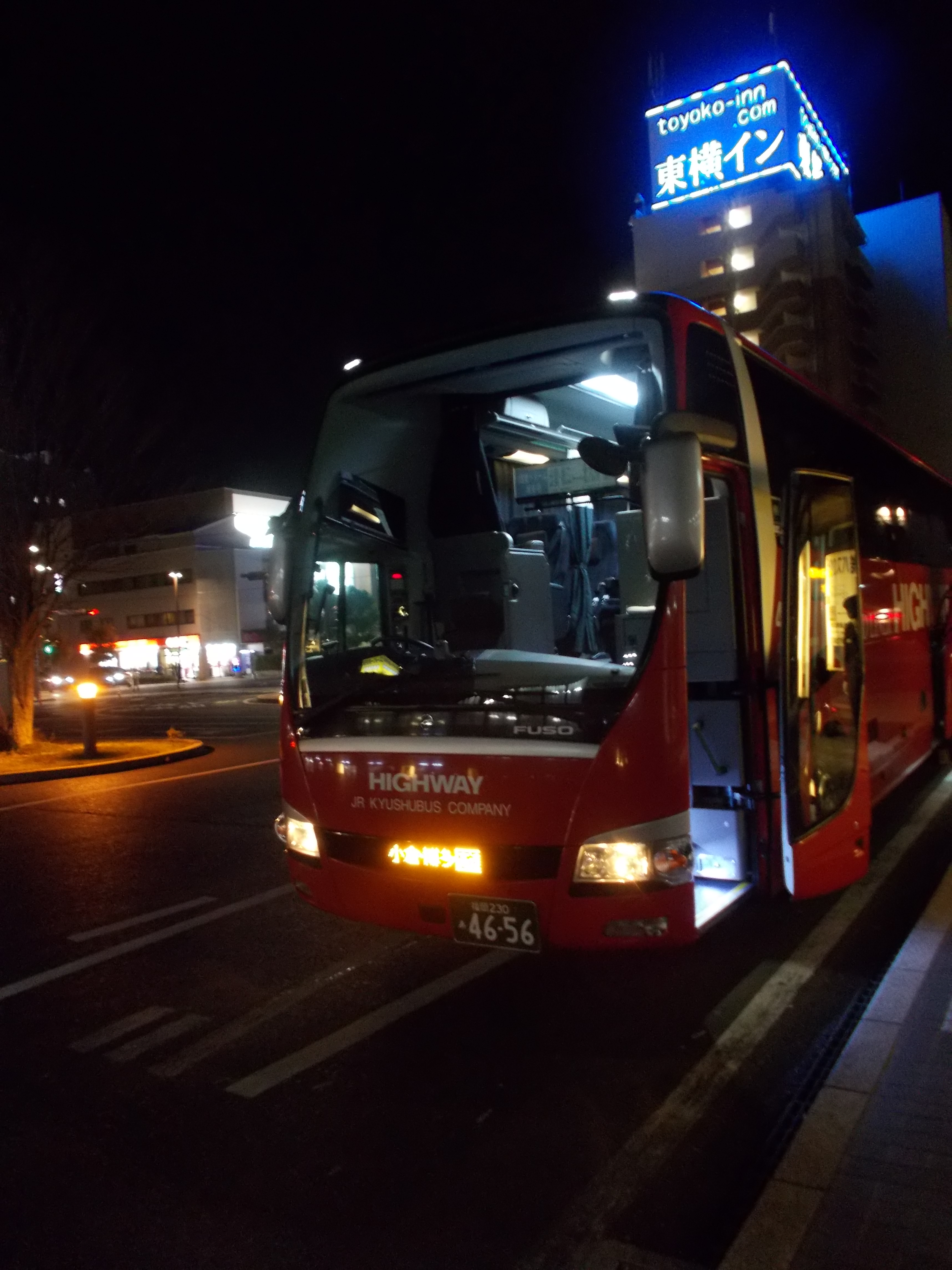
出雲市駅前で乗車扱い中のJR九州バス運行の「出雲ドリーム博多号」

出雲ドリーム博多号（いずもどりーむはかたごう）は、福岡県（福岡市・北九州市）と島根県（雲南市・松江市・出雲市）を結ぶ夜行高速バスである。本稿では、出雲ドリーム博多号の前身である、出雲路号に関しても併せて紹介する。

## 概要
島根県東部の3市と福岡県を直結する夜行高速バスである。1990年に西日本鉄道（西鉄）と一畑電気鉄道（現：一畑バス（一畑））の2社共同運行により出雲路号（いずもじごう）として運行開始したのが始まりである。その後、1999年に西鉄が運行から撤退（福岡側における発券業務・乗務員休憩・折返し整備等の運行支援業務は2015年9月まで西鉄が引き続き担当）し、一畑の単独運行の時期を経て、2009年4月からJRバス中国が「出雲路号」の運行に参入した。2015年9月末を以って一畑バスが運行から撤退し、「出雲路号」としての運行は終了、同年10月1日からはJRバス中国単独において「出雲ドリーム博多号」として新たに運行を開始した。その後、2016年3月26日からJR九州バスが参入し、2社共同運行体制となっている。
夜行1往復の運行で、全便座席指定制。乗車には予約が必要である。
「出雲路号」として運行開始した当時、福岡市・北九州市と出雲市・松江市を結ぶ交通機関として山陰本線経由の優等列車（特急「いそかぜ」・急行「さんべ」）があったが、特急「いそかぜ」は1993年に小倉駅以西が、2001年に益田駅以東が打ち切り（2005年に列車自体も廃止）、急行「さんべ」は1997年に廃止された。他に福岡空港と出雲空港の間には日本エアコミューターの航空路線がある。
「出雲路号」時代の2003年から2005年の間には昼行便も運行されていた時期もあった。

## 運行会社
- JRバス中国（島根支店）
- JR九州バス（博多支店）

「出雲路号」時代、西鉄と一畑バスは2人乗務であったが、JRバス中国は途中で乗務員が交代して全区間でワンマン運行を行っていた。当時は出雲市駅経由松江駅発着であったため、JRバス中国の福岡行きでは出雲市駅にある島根支店を出庫すると松江駅まで一旦回送、松江駅から実車運行を開始し、出雲市駅にて別の乗務員に交代、福岡までワンマン運行していた。松江行きの場合は福岡からの乗務員が出雲市駅で交代し、引き継いだ別の乗務員が松江駅まで運行、折り返し回送で島根支店に入庫する運用であった。
出雲ドリーム博多号になった2015年10月1日からは、引き続きワンマン運行されているものの、島根支店のある出雲市駅発着となった為途中の乗務員交代は広島道久地PAに変更となり、出雲－久地PA間を島根支店の乗務員が、久地PA－福岡間を広島支店の乗務員がそれぞれ担当していた。
JR九州バスが運行に参入した平成28年3月26日からは、同じくワンマン運行であるが、出雲－久地PA間をJRバス中国島根支店の乗務員が、久地PA－福岡間をJR九州バス博多支店の乗務員がそれぞれ担当している。

## 運行経路・停車停留所
太字は停車停留所。福岡県内のみ・島根県内のみの利用は不可。
博多バスターミナル - 西鉄天神高速バスターミナル - （福岡高速2号線・1号線・4号線・九州自動車道・北九州高速4号線） - 小倉駅前（セントシティ前高速バス乗り場） - （北九州高速4号線・九州自動車道・関門橋・中国自動車道・山陽自動車道・広島自動車道・中国自動車道・松江自動車道） - 木次高速 - （山陰自動車道） - 宍道（高速道） - 玉造（高速道） - （国道9号） - 松江駅 - （山陰自動車道） - 斐川IC - （国道9号 - 国道184号） - 出雲市駅
- 松江・出雲行は関門道 めかりPA・道の駅たたらば壱番地で、福岡行は道の駅たたらば壱番地・関門道 壇之浦PAで乗客も降りる事が出来る途中休憩をとる。久地PA（乗務員交替）ならびにそれ以外のSA・PAにおいて車両点検・乗務員仮眠・時間調整などで長時間停車する場合があるが、乗客は車外へ出る事が出来ない。

## 歴史

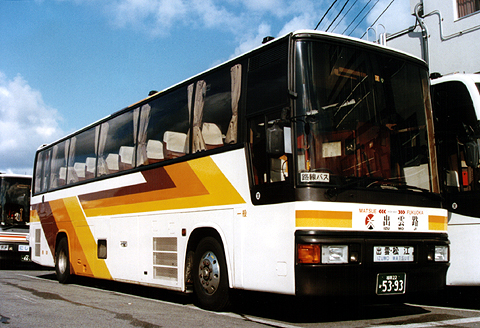
出雲路号（西日本鉄道）※1999年に運行撤退

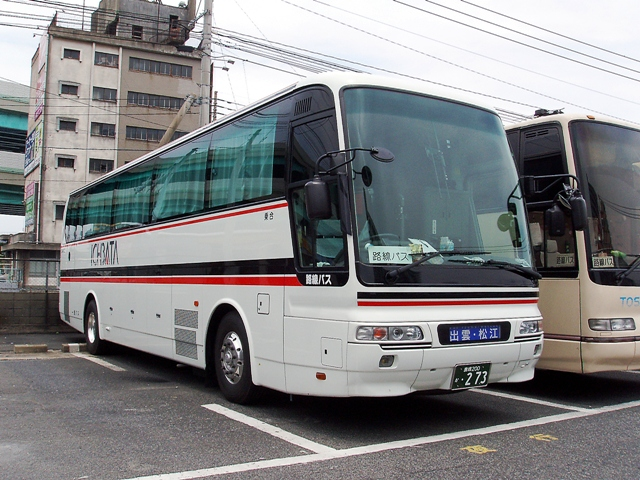
出雲路号（一畑バス）※2015年9月まで運行

- 1990年8月2日 - 西日本鉄道・一畑電気鉄道（当時）により「出雲路号」として夜行便1往復で運行開始[1]。当初は西鉄天神バスセンター（現・西鉄天神高速バスターミナル） - 松江温泉駅（現・松江しんじ湖温泉駅）間の運行で、出雲市駅は経由地であった。
- 1999年5月31日 - 西日本鉄道が撤退（予約・発券・福岡側の運行支援業務は継続）。一畑電気鉄道の単独運行へ。
- 2000年4月1日 - 分社化に伴い、一畑電気鉄道から一畑バスへ移管。
- 2001年4月20日 - 松江駅 - 松江しんじ湖温泉駅間の運行を終了し、松江駅発着となる。
- 2003年8月1日 - 昼行便1往復を運行開始。昼行便1往復・夜行便1往復の計2往復となる。この昼行便は出雲市駅は経由せず、三刀屋木次IC - 松江西IC間を松江自動車道 - 山陰自動車道経由で直通運行し、夜行便の他に赤名、頓原、掛合、三刀屋サンライン前（現・下熊谷バスセンター）、加茂に停車していた。
- 2005年8月31日 - 昼行便を廃止（夜行便の運行は継続）。
- 2006年7月18日 - 集中豪雨による災害で山陰道宍道IC - 松江玉造IC間が通行不能となり、国道9号経由で迂回し運行（8月10日まで、全面復旧は11月18日）。この間は国道9号のバス停に臨時停車。
- 2009年4月1日 - 中国JRバスが運行に参入。
- 2010年11月1日 - 「博多駅交通センター」バス停を「博多バスターミナル」に改称。
- 2011年8月ごろ - 休憩地としていた「ドライブイン赤名54」が閉店。これにより、島根側の休憩地が一畑便は道の駅赤来高原・中国JR便は道の駅掛合の里に変更。
- 2013年4月1日 - 松江自動車道三次東JCT - 吉田掛合IC間開通にあわせ、下熊谷バスセンター - 三次IC間のルートを国道54号経由から松江自動車道経由に変更、島根側の休憩地を両社ともに道の駅たたらば壱番地に変更。同時にダイヤを改正し、運行距離は短くなったものの時間調整の関係で所要時間は逆に延びることとなった[2]。
- 2014年12月18日 - ダイヤ改正。高速門司港・砂津・黒崎インター引野口への停車を終了の上、時刻修正[3]。
- 2015年
  - 9月30日 - この日限りで一畑バスが運行から撤退し、「出雲路号」としての運行を終了。これに伴い、西鉄による発券・運行支援業務が終了となり、翌日以降分は「@バスで」（ハイウェイバスドットコム）での予約取扱いも行わない。
  - 10月1日 - 中国ジェイアールバスによる単独運行となり、「出雲ドリーム博多号」と愛称を変更し運行開始。愛称の他、以下の点が変更となる[4]。
    - 福岡側における予約・発券業務が西鉄に代わってJR九州バスが担当[5]。乗務員休憩・折返し整備等の運行支援業務も西鉄高速バス北九州支社からJR九州バス博多支店に変更。
    - 西鉄の完全撤退に伴い、福岡側は博多バスターミナル - 西鉄天神高速バスターミナル間の運行を終了し博多バスターミナル始発着となる。また、小倉駅も小倉城口（南口）（現）セントシティ前の「小倉駅前」高速バス乗り場から新幹線口（北口）KMMビル前の「小倉駅新幹線口」に停車場所が変更。
    - 出雲・松江側は「出雲市駅経由松江駅発着」から「松江駅経由出雲市駅発着」に変更。下熊谷バスセンターへの乗り入れをとりやめ、木次高速への停車を開始。
    - 従前の往復割引運賃を廃止し、運行カレンダーにおけるA～Fまでの6段階による曜日別運賃制度を導入。さらに、「普通」・「早売5」・「早売10」・「早売17」の4段階において早期の予約・決済で運賃が割安となる早割運賃も利用可能となる。また、予約WEBサイトが「発車オ〜ライネット」に変更となる。
- 2016年3月26日 - JR九州バスが参入し、中国ジェイアールバスとJR九州バス2社の共同運行開始[6]。
- 2023年7月1日 - 輸送改善の一環として、一部停車箇所の見直し[7][8]。
  - 福岡側の停車箇所に、出雲路号時代に乗り入れていた「西鉄天神高速バスターミナル」へ乗り入れ開始。博多バスターミナル始発着西鉄天神高速バスターミナル経由として福岡市内の運行ルートも一部変更。
  - 小倉駅も新幹線口（北口）KMMビル前の「小倉駅新幹線口」乗り場から、出雲路号時代の小倉城口（南口）セントシティ前の「小倉駅前」高速バス乗り場に変更。
  - 天神地区への停車開始（西鉄天神BTへの事実上乗り入れ再開）ならびに小倉駅前乗り場の変更（こちらもセントシティ前高速バス乗り場への事実上停車再開）は出雲路号運行終了以来7年9ヶ月ぶり。ただし、西鉄天神BTならびにセントシティ前の高速バス案内所窓口においては本路線の予約受付・乗車券発行はしないので、博多BTなどJR九州バスの乗車券を取り扱う発券窓口等においてあらかじめ乗車券を購入しておく必要がある。

## 車内設備
- 3列独立シート
- 化粧室
- 毛布
- 座席コンセントまたはUSBポート
- フリーWi-Fi